# Локоть (Целинный район)
Локоть — село в Целинном районе Алтайского края Российской Федерации. Входит в состав сельского поселения Степно-Чумышский сельсовет.
Малая родина Героя Советского Союза И. В. Ларёва.

## География
Стоит на берегах реки Ангуреп, при её впадении в реку Чумыш. В окрестностях села в Ангуреп впадают притоки Болгочта, Кариха.
Осевая улица села — Советская.

## История
Основано в 1820 г..
В 1928 году в административном отношении являлось центром Локтевского сельсовета Яминского района Бийского округа Сибирского края.

## Население
| 1926 | 1997 | 1998 | 1999 | 2000 | 2001 |
| ---- | ---- | ---- | ---- | ---- | ---- |
| 3111 | ↘187 | ↘176 | ↘175 | ↘171 | ↘165 |
| 2002 | 2003 | 2004 | 2005 | 2006 | 2007 |
| ↗175 | ↗176 | ↘167 | ↘163 | ↘147 | ↗148 |
| 2008 | 2009 | 2010 | 2011 | 2012 | 2013 |
| →148 | ↘141 | ↘122 | →122 | ↗123 | →123 |

### Национальный состав
В 1928 году основное население — русские.
Согласно результатам переписи 2002 года, в национальной структуре населения русские составляли 94 %.

## Известные уроженцы
- Ларёв, Иван Васильевич — Герой Советского Союза.

## Инфраструктура
Личное подсобное хозяйство с зоной сельскохозяйственного использования, индивидуальная застройка усадебного типа. В 1928 году состояло из 553 хозяйств.
Основа экономики — сельское хозяйство.
ФАП.

## Транспорт
Остановка общественного транспорта «Локоть» в центре села.